# Kachhauna Patseni
Kachhauna Patseni è una suddivisione dell'India, classificata come nagar panchayat, di 13.504 abitanti, situata nel distretto di Hardoi, nello stato federato dell'Uttar Pradesh. In base al numero di abitanti la città rientra nella classe IV (da 10.000 a 19.999 persone).

## Geografia fisica
La città è situata a 27° 10' 0 N e 80° 20' 60 E e ha un'altitudine di 134 m s.l.m..

## Società

### Evoluzione demografica
Al censimento del 2001 la popolazione di Kachhauna Patseni assommava a 13.504 persone, delle quali 7.260 maschi e 6.244 femmine. I bambini di età inferiore o uguale ai sei anni assommavano a 2.252, dei quali 1.163 maschi e 1.089 femmine. Infine, coloro che erano in grado di saper almeno leggere e scrivere erano 8.247, dei quali 5.027 maschi e 3.220 femmine.